# John Wick (film)
Pour l’article homonyme, voir John Wick.
Série John Wick
John Wick 2
(2017)
Pour plus de détails, voir Fiche technique et Distribution.
John Wick est un film d'action américain réalisé par Chad Stahelski et sorti en 2014.
Il met en scène Keanu Reeves dans le rôle-titre, qui est un ancien tueur à gages contraint à reprendre du service pour retrouver celui qui l'a agressé, a volé sa voiture et a tué son chiot beagle (Daisy), cadeau de son épouse récemment décédée. Stahelski et Leitch, tous deux de 87Eleven Productions, ont réalisé le film ensemble, bien que Leitch ne soit pas crédité au générique.
John Wick est écrit par Derek Kolstad, qui a terminé le scénario en 2012, et développé par Thunder Road Pictures. Il est notamment produit par Basil Iwanyk de Thunder Road Pictures, David Leitch et Eva Longoria. Il s'agit du premier long-métrage de Leitch et Stahelski, lesquels avaient notamment coordonné les cascades sur la trilogie Matrix, où jouait déjà Reeves.

## Synopsis
Tueur à gages repenti, John Wick vient de perdre sa femme Helen, décédée des suites d'une longue maladie. Peu après l'enterrement, John reçoit un colis, contenant un chiot femelle beagle nommée Daisy et une lettre : il s'agit d'un cadeau posthume d'Helen pour l'aider à surmonter sa disparition. John s'attache à Daisy et l'emmène faire un tour à bord de sa Ford Mustang de 1969. Arrêté à une station d'essence pour faire le plein, il rencontre un trio de mafieux russes, dont le meneur, Iosef, intéressé par la voiture, insiste pour que John la lui vende. Il refuse et répond à l'insulte en russe de Iosef dans la même langue. Le soir même, il est agressé dans sa maison par Iosef et sa bande qui l'ont suivi jusque chez lui. Ils volent la Mustang et tuent Daisy. Le lendemain, Iosef apporte la voiture au garage d'Aurelio, afin de la modifier, mais ce dernier, comprenant à qui elle appartient et ayant appris la manière dont Iosef se l'est appropriée, le frappe et refuse de la prendre. Peu de temps après, Wick rend visite à l'atelier d'Aurelio qui lui apprend que Iosef est le fils de Viggo Tarasov, chef de la mafia russe et également son ancien employeur.
Lorsque Viggo, furieux, appelle Aurelio au sujet de l'incident avec Iosef, ce dernier lui détaille la situation, ce qui calme tout de suite le parrain de la mafia. Viggo réprimande Iosef et lui explique que John Wick était son meilleur assassin, surnommé Baba Yaga, avant de prendre sa retraite après être tombé amoureux d'Helen. Pour sa dernière mission, il a aidé Viggo à éliminer la concurrence, lui permettant de prendre le contrôle du syndicat du crime. Pour protéger son fils, Viggo tente de raisonner Wick au téléphone, en vain. Il envoie alors un commando de tueurs chez lui pour l'éliminer. John parvient cependant à les neutraliser un à un, contraignant le mafieux russe à mettre un contrat de 2 millions de dollars sur sa tête. Il propose le contrat à Marcus, un tueur confirmé et mentor de Wick.
Celui-ci s'est réfugié à l'hôtel Continental, établissement réservé exclusivement aux assassins et qui a pour règle de ne jamais autoriser de contrats d'assassinat dans ses murs, jouant ainsi le rôle de « zone neutre ». Lorsque Viggo apprend où il se cache, il double la prime pour celui qui enfreindra la règle afin de le tuer. John apprend par Winston, le propriétaire de l'hôtel, que Iosef se trouve dans une discothèque, le Red Circle. Il s'y rend et parvient à éliminer de nombreux membres du personnel de sécurité, mais échoue à attraper Iosef. Blessé dans l'affrontement avec un sbire de Viggo, John rentre au Continental pour se faire soigner. Là, il est attaqué par une vieille connaissance et ancienne consœur, Mlle Perkins, qui a pris le contrat pour l'abattre par surprise. Il est sauvé par Marcus, planqué en face de l'hôtel. John parvient à maîtriser Perkins après une violente bagarre et à la mettre provisoirement hors d'état de nuire, tout en la forçant à lui dire où se trouve l'emplacement de l'argent de Viggo. Il la laisse aux bons soins d'un voisin, Harry, afin d'attendre sa punition pour avoir enfreint les règles ; mais Perkins parvient à se libérer et à tuer Harry.
John se rend dans une église, qui sert de couverture pour la comptabilité de la mafia russe, élimine les gardes et brûle l'argent et des documents compromettants pour des responsables gouvernementaux, que Viggo utilise comme effet de levier. Lorsque ce dernier débarque à l'église, John tend une embuscade, mais est rapidement maîtrisé. Viggo raille John au sujet de sa vengeance et de sa retraite, avant de le laisser entre les mains de deux de ses hommes. Marcus intervient à nouveau, tue l'un d'eux, permettant à John de se libérer et de tuer le second. Par la suite, John intercepte la voiture de Viggo et le contraint à lui révéler l'emplacement de Iosef, ce que Viggo fait à contrecœur. John s'y rend et tue les gardes avant d'achever Iosef.
Perkins découvre que Marcus et Wick ont été en contact et le révèle à Viggo, qui se rend chez Marcus, le torture et le tue. Viggo appelle John pour l'informer de la mort de Marcus. Attendant à proximité de chez Marcus afin de tuer John, Perkins est appelée à une réunion secrète avec Winston, qui révoque son adhésion au Continental pour avoir enfreint les règles et la fait abattre avant d'informer John que Viggo tente de fuir en hélicoptère. John se rend sur place, élimine les hommes de main de Viggo et l'affronte à mains nues.
Viggo, malmené, sort un couteau. Dans la bagarre, John se saisit du bras armé de Viggo et plante la lame dans son propre abdomen. Profitant de la surprise de son adversaire, John lui brise le bras, extrait le couteau de son corps et poignarde mortellement Viggo. Bien que gravement blessé, John s'introduit dans une clinique vétérinaire afin de se soigner. Il quitte les lieux en emmenant un staffordshire terrier et se promène près du pont où il avait vécu son dernier moment avec Helen.

## Fiche technique
Sauf indication contraire, les informations mentionnées dans cette section peuvent être confirmées par les bases de données cinématographiques IMDb et Allociné,  présentes dans la section « Liens externes ».
- Titre original et français : John Wick
- Réalisation : Chad Stahelski, assité de David Leitch bien que non crédité
- Scénario : Derek Kolstad
- Musique : Tyler Bates et Joel J. Richard
  - Musiques additionnelles : Le Castle Vania
  - Montage musical : Brian Richards
- Direction artistique : C.J. Simpson
- Décors : Dan Leigh et Susan Bode
- Costumes : Luca Mosca
- Maquillage : Stephen Kelley, Josh Turi
- Coiffure : Bobby Diehl, Kerrie Smith
- Photographie : Jonathan Sela
- Montage : Elísabet Ronaldsdóttir
- Production : Basil Iwanyk, David Leitch, Eva Longoria, Chad Stahelski et Mike Witherill
  - Production déléguée : Darren Blumenthal, Sam X. Eyde, Tara Finegan, Kevin Scott Frakes, Stephen Hamel, Peter Lawson, Erica Lee, Keanu Reeves, Andrew C. Robinson, Raj Brinder Singh, Jared Underwood, Mike Upton et Giuseppe Vincenti
  - Coproduction : Noel Lohr, Doug Monticciolo et Jamie Wing
- Sociétés de production : Summit Entertainment et Thunder Road Pictures, en association avec 87Eleven Productions, MJW Films et DefyNite Films
- Sociétés de distribution : Lionsgate Films (États-Unis) ; Entertainment One (Canada) ; Metropolitan Filmexport (France) ; Belga Films (Belgique) ; Ascot Elite Entertainment Group (Suisse)
- Budget : 20 millions de $[6],[7]
- Pays de production :  États-Unis
- Langues originales : anglais, russe, hongrois
- Format : couleur - 35 mm - 2,39:1 - son Dolby Digital / Auro 11.1 / Dolby Atmos / Datasat
- Genre : action, policier, thriller
- Durée : 101 minutes
- Dates de sortie[8],[9] :
  - États-Unis : 19 septembre 2014 (Fantastic Fest) ; 24 octobre 2014 (sortie nationale)
  - Québec : 24 octobre 2014[10]
  - France, Suisse romande : 29 octobre 2014[11],[12]
  - Belgique : 26 novembre 2014[13]
- Classifications :
  - États-Unis : interdit aux moins de 17 ans (R – Restricted)[N 1]
  - France : interdit aux moins de 12 ans[11],[14],[N 2]
  - Belgique : potentiellement préjudiciable jusqu'à 16 ans (KNT/ENA : Kinderen Niet Toegelaten  / Enfants Non Admis)[13],[15],[N 3]
  - Suisse romande : interdit aux moins de 16 ans[16]
  - Québec : 13 ans et plus (violence - langage vulgaire) (13+ / 13 years and over)[10]

## Distribution
- Keanu Reeves (VF : Jean-Pierre Michaël ; VQ : Daniel Picard) : Jonathan « John » Wick
- Michael Nyqvist (VF : Pierre-François Pistorio ; VQ : Thiéry Dubé) : Viggo Tarasov
- Alfie Allen (VF : Damien Ferrette ; VQ : Alexandre Fortin) : Iosef Tarasov
- Willem Dafoe (VF : Éric Herson-Macarel ; VQ : Sylvain Hétu) : Marcus
- Dean Winters (VF : Nicolas Marié ; VQ : Pierre Auger) : Avi
- Adrianne Palicki (VF : Dorothée Pousséo ; VQ : Mélanie Laberge) : Mlle Perkins
- Ian McShane (VF : Philippe Catoire ; VQ : René Gagnon) : Winston Scott
- Bridget Moynahan : Helen Wick
- Lance Reddick (VF : Thierry Desroses ; VQ : Pierre Chagnon) : Charon
- John Leguizamo (VF : Bernard Gabay ; VQ : Hugolin Chevrette) : Aurelio
- Daniel Bernhardt (VQ : Louis-Philippe Dandenault) : Kirill
- Omer Barnea : Gregori
- Toby Leonard Moore : Victor
- Keith Jardine : Kuzma
- Thomas Sadoski : Jimmy
- David Patrick Kelly (VF : Thierry Walker) : Charlie
- Clarke Peters (VF : Paul Borne ; VQ : Fayolle Jean) : Harry
- Kevin Nash : Francis
- Scott Tixier : le violoniste
- Bridget Regan : Addy

Sources et légendes : Version française (VF) sur RS Doublage et AlloDoublage ; Version québécoise (VQ) sur Doublage.qc.ca

## Production

### Genèse et développement

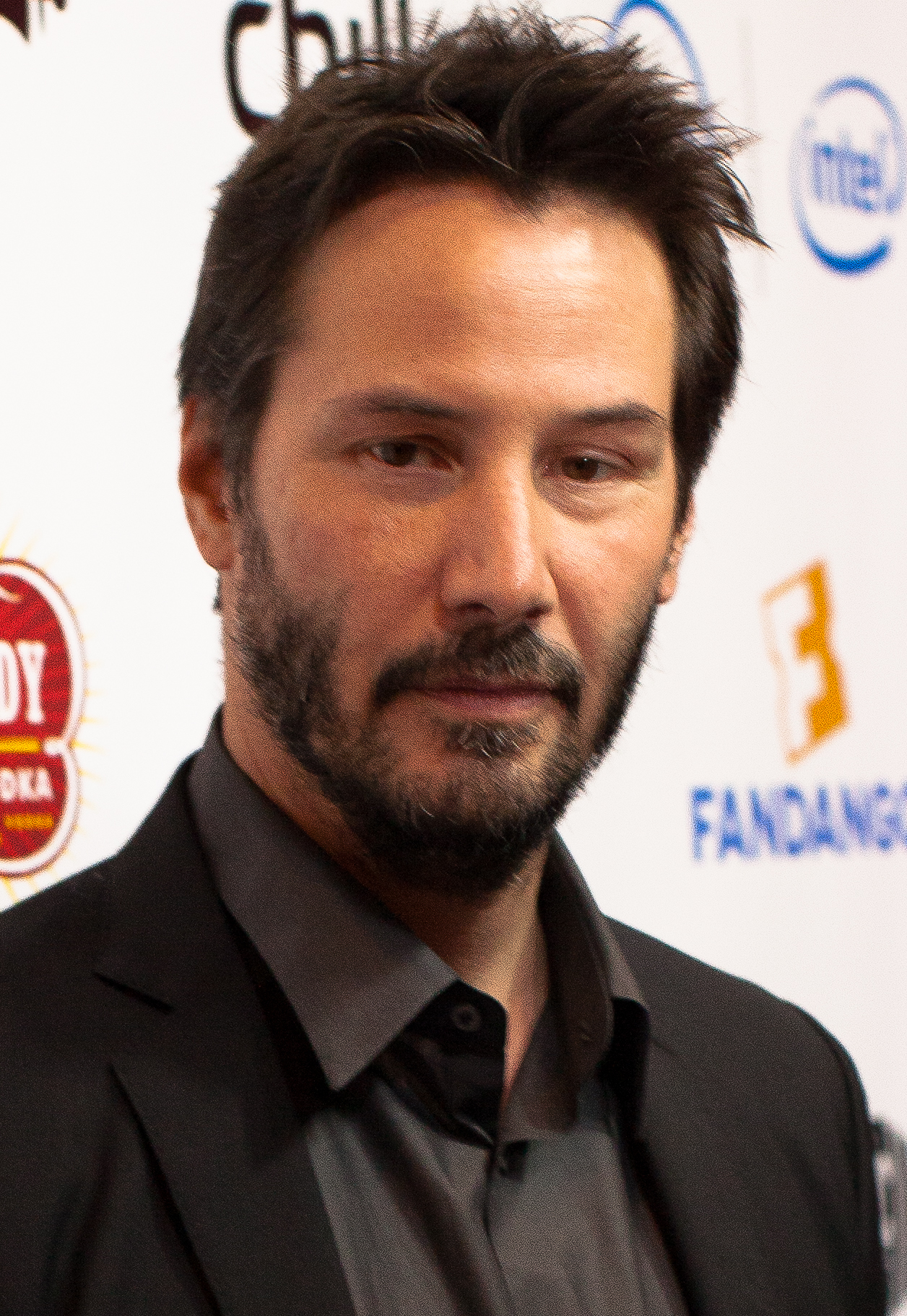
L'acteur principal Keanu Reeves, pour la promotion du film au Fantastic Fest en 2014.

L'idée de départ est conçue par le scénariste Derek Kolstad, qui développe, dans un script intitulé Scorn, l'histoire d'un tueur à gages sortant de sa retraite pour se venger. Après un mois de travail, il a terminé la première version du scénario et une fois qu'il a adressé trois publications du script à divers clients, il a recueilli au moins trois offres. Quand il a commencé à penser à l'écriture du scénario, Kolstad a été influencé par les classiques du film néo-noir et les thèmes de la vengeance et de l'anti-héros : « Lorsque le pire homme dans l'existence a trouvé son salut [...] et qu'on lui arrache la source de son salut [...], est-ce que les portes d'Hadès vont s'ouvrir ? »,. Pour Kolstad, la conception de l'histoire de John Wick en termes de caractérisation et de l'univers, en déclarant que « [...] McLean pourrait vous bâtir un monde et King pourrait vous surprendre en montrant ce dont le personnage principal est capable ». Le scénario est présenté dans le rapport annuel The Black List, pour les meilleurs scénarios non produits par Hollywood en 2012.

### Tournage
Le tournage a eu lieu principalement à New York (Queens, Manhattan, Williamsburg, Brooklyn Bridge Park, etc.) et les alentours (Long Island) et à Montreal, au Canada.

#### Effets visuels
La plupart des effets visuels de John Wick ont été supervisés par Jake Brayer, via la société SPIN VFX.

### Musique
La partition musicale a été composée par Tyler Bates et Joel J. Richard, avec à l'écran une musique jouée au violon par Scott Tixier. Le film contient également quelques morceaux de musique additionnelle tels que Killing Strangers de Marilyn Manson et Get Money de T-Bo and Bengie B. La bande originale, John Wick: Original Motion Picture Soundtrack, est sortie en format numérique le 27 octobre 2014 chez Varèse Sarabande. En addition avec la musique de Bates et Richard, l'album propose également de la musique d'artistes tels que Ciscandra Nostalghia, The Candy Shop Boys, and M86 & Susie Q. Le Castle Vania a également fourni une musique additionnelle,.

## Accueil

### Sortie
La première de John Wick s'est déroulée au Regal Union Square Theatre, Stadium 14, à New York, le 13 octobre 2014 après une présentation au Austin Fantastic Fest le 19 septembre,, encadrant une section officielle de projection lors d'un gala spécial, où il a obtenu un étonnant accueil et à l'Arclight Hollywood à Los Angeles le 22 octobre 2014.

#### Avant-premières
Avant une diffusion publique, John Wick a été projeté en avant-première le 9 octobre 2014 au Regal Oakwood, à Hollywood (Floride).

#### Sorties en salles
John Wick connaît une sortie large en salles le 24 octobre 2014 aux États-Unis,, et dans les semaines successives en France, en Australie et aux Pays-Bas, avant une sortie au Royaume-Uni au début de l'année 2015 après avoir été distribué dans toute l'Europe.
Le 22 mai 2013, Lionsgate a vendu plus de 250 millions de dollars en droits territoriaux sur neuf titres au Festival de Cannes, y compris John Wick. StudioCanal distribuera le long-métrage en Allemagne, tandis que le distributeur Metropolitan Filmexport a acquis les droits de sa distribution en salles en France à Lionsgate. Acme Films a acquis les droits de distribution à travers la région de la Baltique, Monolith Films a acquis les droits du film en Pologne, alors que Imagem (en) a obtenu les droits de distribution dans les pays d'Amérique latine. Entertainment One Films distribue le film au Canada. Le 10 juin 2014, Belga Films annonce avoir acquis les droits de distribution de John Wick pour le Benelux. Le 2 juillet 2014, MK2 Films confirme avoir les droits de distribution pour l'Italie,.
Le 8 mai 2014, Huyai Brothers obtient les droits de quatre films américains pour les diffuser en Chine, dont fait partie John Wick qui obtiendra une sortie limitée prévue pour 2015. Lionsgate Entertainment obtient de Thunder Road Pictures les droits de distribution du long-métrage avec une sortie limitée aux États-Unis prévue pour 2014,, et peu de temps après, Summit Entertainment doit le distribuer aux États-Unis. Le 31 octobre 2014, il est annoncé que Warner Bros. Pictures distribuerait le film au Royaume-Uni,, mais plus tard, la date de sortie sur ce territoire prévue pour le premier week-end de 2015 est repoussé au 10 avril de la même année.
Le 2 octobre 2014, Summit Entertainment annonce que John Wick sortira en IMAX. Phil Groves, vice-président d'IMAX Corp et vice-président exécutif de Global Distribution, a déclaré que John Wick est « un divertissement d'action bruyant avec une performance extrêmement divertissante de Keanu Reeves, ce qui est parfait pour les fans d'IMAX ».

### Accueil critique
Dans l'ensemble, John Wick reçoit un accueil globalement favorable des critiques professionnels des pays anglophones, 87 % des 211 critiques collectés par le site Rotten Tomatoes sont positifs, pour une moyenne de 6,95⁄10, tandis qu'il obtient un score de 68⁄100 sur le site Metacritic, pour 40 critiques.
L'accueil en France est plus enthousiaste, puisque, à partir de l'interprétation de 15 critiques, le site AlloCiné lui attribue une moyenne de 3.7⁄5, soit 7,40/10.

### Box-office
Sorti dans 2 589 salles aux États-Unis, John Wick prend la seconde place du box-office lors de son premier week-end d'exploitation avec 14 415 922 dollars, soit une moyenne de 5 568 $ par salle, par rapport au 7–8 millions de $ de recettes prévues par la plupart des analystes à cette période. En première semaine, il engrange 19 539 126 dollars, pour une moyenne de 7 547 $ par salles. L'exploitation américaine de John Wick se termine après treize semaines, en ayant totalisé 43 037 835 dollars. Au 27 octobre 2015, il a engrangé 45 723 826 dollars à l'international, portant le total à 88 761 661 dollars de recettes mondiales.
En France, John Wick prend la septième place du box-office la semaine de sa sortie avec 184 851 entrées. Après dix semaines de présence à l'affiche, il enregistre un total de 401 448 entrées en fin d'exploitation, il s'agit du meilleur score du film à l'étranger (avec plus de 2,7 millions de $ de recettes). Bien que ce résultat soit moins important que les résultats habituels de Keanu Reeves, il est relativement en hausse par rapport à ses deux précédents longs-métrages, 47 Ronin (242 225 entrées) et L'Homme du Tai Chi (4 787 entrées).
| Pays ou région    | Box-office      | Date d'arrêt du box-office | Nombre de semaines |
| ----------------- | --------------- | -------------------------- | ------------------ |
| États-Unis Canada | 43 037 835 $    | 22 janvier 2015            | 13                 |
| France            | 401 448 entrées | 6 janvier 2015             | 7                  |
| Total mondial     | 88 761 661 $    | 27 octobre 2015            | —                  |

## Distinctions
Sauf indication contraire, les informations mentionnées dans cette section peuvent être confirmées par les bases de données cinématographiques IMDb et Allociné,  présentes dans la section « Liens externes ».

### Récompenses
2014
- Golden Schmoes Awards : La plus grande surprise de l'année
- IGN Summer Movie Awards : IGN Award du meilleur film d'action
- San Diego Film Critics Society : Best Body of Work pour Willem Dafoe

2015
- Golden Trailer Awards : Golden Trailer de la meilleure affiche d’un thriller
- Taurus World Stunt Awards : Taurus Award du meilleur combat pour Jonathan Eusebio, Daniel Hernandez, Carlos Lopez, Luis Moco, Dean Neistat, Darrin Prescott, Akos Schenek, Jackson Spidell, Jon Valera et Justin Yu[N 4]

### Nominations
2014
- Golden Schmoes Awards :
  - Film le plus sous-estimé de l'année
  - Personnage le plus cool de l'année – John Wick
- Indiewire Critics Poll : meilleur premier long métrage pour David Leitch et Chad Stahelski
- Phoenix Film Critics Society Awards : meilleures cascades
- Toronto Film Critics Association : meilleur premier long métrage pour David Leitch et Chad Stahelski

2015
- Golden Trailer Awards :
  - Meilleure bande-annonce d'un film d’action
  - Meilleure affiche d’un film d'action
- MTV Movie Awards : meilleure scène d'action pour la discothèque Red Circle
- Taurus World Stunt Awards : meilleur coordinateur de cascade et/ou réalisateur de la 2e équipe
- Teen Choice Awards : meilleure scène de combat pour Keanu Reeves pour Darrin Prescott

## Influences
Chad Stahelski a dit avoir été influencé par Le Bon, la Brute et le Truand, Le Point de non-retour, Le Cercle rouge et The Killer pour son personnage de John Wick.
On retrouve également certains éléments du film Peace Hotel (l'hôtel servant de zone neutre pour la pègre, le deuil du héros).

## Éditions en vidéo
- En France, le film John Wick est sorti en DVD et dans une édition limitée SteelBook Blu-ray le 4 mars 2015[11],[68],[69]. Une version Blu-ray simple est sortie le 24 août 2015[70]. À la suite des évolutions techniques afin d'améliorer la qualité d'image et de sons, le film sort en Blu-ray 4K Ultra HD le 15 octobre 2019[71]. Le film est également sorti en VOD le 1er octobre 2021[11].
- Au Québec, il est sorti en DVD le 7 février 2015[10].